# 最妙勝定経
『最妙勝定経』（さいみょうしょうじょうきょう、一巻）が、経録に最初に見られるのは、隋代の『衆經目録』（593年）卷第四 衆經疑惑五であり、真偽未分とされている。さらに唐絶頂期の開元釈教録（730年）に至って偽経の評価が確定され、そのため入蔵されず、長期にわたり佚書とされていた。1944年（昭和19年）関口真大博士が、旧旅順博物館収蔵の敦煌文献を調査し『最妙勝定経一巻』を発見した。『最妙勝定経一巻』の発見後、関口博士は1950年にその報告として『敦煌出土最妙勝定経考』を発表し、その付録に校訂したテキスト全文を附した。その後1995年刊行の方広錩主編『蔵外仏教文献』第一輯に『最妙勝定経』の記事があり、関口博士発見本及びその後発見された敦煌出土の断簡による校訂本が収録されている。1998年の「『最妙勝定経』考」には、方広錩の資料等を底本として猪崎直道が復元した全文テキストが添付されている。

## 概要
関口博士は、『出三蔵記集 』にこの経が触れられていないこと、天台の慧思が二十歳（535年）の時にこの経を読んだとのことから、『最妙勝定経』の成立は515年（天監14年）-535年と推定した。
この経の趣旨は禅定の功徳の宣揚に尽きる。経中に「復た一人有りて、上の所説の如く、一切の功徳、皆悉く能く満たし、亦三千大千世界を満たし、亦能く十二部経、十五違陀論を讀誦し、持戒、忍辱、布施し、持戒、忍辱、布施を論じ、多聞にして、諸人中に於て、最も第一と為す。萬法を演説し、皆な悉く空寂となり、諸聴者を令て五神通を得しむ、是の益有りと雖も、一人の一日一夜の入定には如かず。……当に知るべし、修禅は最妙最勝なり。」

## 注・出典
1. ↑  隋の『衆経目録』七巻はその撰者名をとつて『法経録』と呼ばれている。
2. ↑  SATデータベース（T2146_.55.0133b23-0133b24）衆經目録卷第四　＊隋＊沙門法經等撰／（0138a08）衆經疑惑五　合二十九部三十一卷／（0138a26）最妙勝定經一卷／（0138b09-0138b10）右二十九經。多以題注參差。衆録致惑。文理復雜。眞僞未分。
3. ↑  第3次大谷探検隊請来
4. ↑  猪崎直道*「『最妙勝定経』考」駒澤大学佛教学部論集 29 p.312-328, 1998-10（*1951年生 元駒澤大学仏教経済研究所研究員。2010年ころから原田健児のペンネームでスピリチュアル系文筆活動。）
5. ↑  『燉煌出土「最妙勝定經」考 附 最妙勝定經 (石井教授還暦記念 佛教論攷)』浄土学 22 156-177, 1950-11-10。のちに岩波書店刊『天台止観の研究』ISBN 978-4000014434に収録。
6. ↑  内藤龍雄『僧祐の著作活動』印度學佛教學研究 1971年 20巻 1号 p,284-287  p.285下
7. ↑  『南嶽思大禪師立誓願文』によれば、515年11月11日に大魏国南豫州汝南郡武津県で生まれ、15歳で出家修道に入り、20歳に至るまで法華経及諸大乗経を誦し、精進苦行した（我慧思即是末法八十二年。太歳在乙未十一月十一日。於大魏國南豫州汝陽郡武津縣生。至年十五出家修道。誦法華經及諸大乘。精進苦行至年二十。）とある。 SATデータベースT1933_.46.0787a04-0787a08
8. ↑  『續高僧傳卷第十七』の「陳南岳衡山釋慧思傳二」に（因讀妙勝定經。歎禪功徳。便爾發心修尋定友。）とある。 SATデータベース T2060_.50.0562c26-0562c27
9. ↑  猪崎直道「『最妙勝定経』考」p.313下段。
10. ↑  「ヴェーダ」の音写。
11. ↑  六神通から仏陀のみが持つとされる「漏尽通」を除いた五つの能力をいう。
12. ↑  「『最妙勝定経』考」p.312-314。p.322に原文あり：復有一人、如上所説、一切功徳、皆悉能満、亦満三千大千世界、亦能讀誦十二部経、十五違陀論、持戒、忍辱、布施、論持戒、忍辱、布施、多聞、於諸人中、最爲第一。演説萬法、皆悉空寂、令諸聴者、得五神通、雖有是益、不如一人一日一夜入定。……當知修禅最妙最勝。